# București Băneasa
București Băneasa (rum: Gare București Băneasa) – stacja kolejowa w Bukareszcie, w dzielnicy Băneasa, w Rumunii. Stacja jest obsługiwana przez pociągi CFR Călători. Została zbudowana przez Dyrekcję Generalną Căile Ferate Române w 1936 roku jako stacja królewska. Budynek dworca został zaprojektowany przez architekta Duiliu Marcu, a prace były prowadzone pod nadzorem inżyniera Mihai Gheorghiu. Po 1950 roku, stacja była wykorzystywana przez władze komunistyczne jako stacja pociągów "prezydenckich" dla szefów państwa rumuńskiego i do przyjmowania zagranicznych urzędników.
Obecnie stacja w ruchu pasażerskim jest wykorzystywana wyłącznie okresowo, w szczególności w okresie letnim, kiedy sezonowe pociągi Timișoara-Mangalia i Deva-Mangalia zatrzymują się tutaj. W 2007 roku stacja została czasowo zamknięta z powodu trwających prac na IV paneuropejskim korytarzu transportowy (odcinek Arad-Konstanca).
Stacja Băneasa znajduje się w pobliżu Vila Minovici, Fântâna Miorița i Mostu Miorița. W latach 2006–2007 w pobliżu wybudowane zostały kompleksy biurowe S-Park i Bucharest Business Park oraz kilka kompleksów mieszkalnych.

## Linie kolejowe
- Bukareszt – Mangalia